# خوسيه دياز فوينتيس
خوسيه دياز فوينتيس (بالإسبانية: José Díaz Fuentes)‏ هو نحات إسباني، ولد في 6 أغسطس 1940 في Sarria ‏ في إسبانيا، وتوفي في 30 مايو 2010 في باريس في فرنسا.